# لا لیگا ۲۲–۲۰۲۱
لالیگا ۲۲–۲۰۲۱، نود و یکمین فصل از لا لیگا، برترین سطح از مسابقات فوتبال در اسپانیا بود. این تورنمنت در ۱۳ اوت ۲۰۲۱ آغاز شد و در ۲۲ مه ۲۰۲۲ به پایان رسید. برنامه‌ریزی مسابقات در ۳۰ ژوئن ۲۰۲۱ اعلام شد.
در ۲۴ ژوئن ۲۰۲۱، شورای وزیران اسپانیا تصمیم گرفت که با توجه به اصلاح حکم سلطنتی مبنی بر «عادی‌سازی جدید» در زمینه کووید-۱۹، تماشاگران می‌توانند با ظرفیت کامل به ورزشگاه‌ها بازگردند.
اتلتیکو مادرید مدافع عنوان قهرمانی بود که در فصل گذشته یازدهمین عنوان قهرمانی خود را کسب کرد. اسپانیول، مایورکا و رایو وایکانو، باشگاه‌هایی بودند که از سگوندا دیویسیون ۲۱–۲۰۲۰ صعود کردند و جایگزین اوئسکا، وایادولید و ایبار شدند که در فصل گذشته از دسته برتر سقوط کردند.
از فصل ۰۴–۲۰۰۳، این اولین فصل از لا لیگا است که گلزن برتر تاریخ این لیگ، لیونل مسی یا سرخیو راموس در آن حضور ندارد.
در تاریخ ۳۰ آوریل و در حالی که چهار هفته تا اتمام لیگ مانده بود، رئال مادرید با پیروزی ۴–۰ مقابل اسپانیول، ۳۵امین قهرمانی خود را در لیگ به دست آورد.

## قالب مسابقات

### رده‌بندی لیگ
مانند فصل‌های گذشته، برترین سطح از فوتبال اسپانیا با حضور بیست باشگاه از سراسر کشور برگزار شد. طبق قانون لیگ، این بیست تیم در دو بازی رفت و برگشت، به مصاف یکدیگر خواهند رفت، یک بار در زمین خانگی و دیگری در زمین حریف. مسابقات در طی ۳۸ هفته برگزار می‌شود و ترتیب مسابقات قبل از شروع با قرعه‌کشی مشخص می‌شود.
رده‌بندی نهایی با در نظر گرفتن امتیازات کسب شده در پایان فصل تعیین می‌شود؛ با سیستم ۳ امتیاز برای هر برد، یک امتیاز برای هر تساوی و صفر امتیاز در صورت شکست. اگر در پایان فصل، دو تیم امتیاز یکسانی داشته باشند، مکانیسم شکستن تساوی به شرح زیر است:
- تیم با بهترین تفاضل گل‌های زده و خورده در بازی‌های رو در رو این دو باشگاه.
- در صورت تداوم تساوی، تفاضل گل‌های زده و خورده در کل بازی‌های فصل این دو تیم لحاظ می‌شود.

اگر تساوی در امتیازات بین سه یا چند باشگاه اتفاق بیفتد، تیم برتر اینگونه مشخص می‌شود:
- تیم با بهترین امتیازگیری در بازی‌های رو در رو این چند باشگاه.
- تیم با بهترین تفاضل گل‌های زده و خورده در بازی‌های رو در در این چند باشگاه.
- بهترین تفاضل گل‌های زده و خورده در تمام مسابقات لیگ.
- بیشترین گل زده در تمام مسابقات لیگ.

### سهمیه‌های اروپایی
یوفا به لیگ اسپانیا هفت سهمیه برای رقابت‌های اروپایی فصل ۲۳–۲۰۲۲ اعطا کرده‌است که به شرح زیر توزیع می‌شود:
- تیم‌های اول، دوم، سوم و چهارم لیگ، سهمیه حضور مستقیم در مرحله گروهی لیگ قهرمانان اروپا را به دست خواهند آورد.[۸]
- قهرمان جام حذفی و تیم پنجم جدول لیگ، مستقیماً به مرحله گروهی لیگ اروپا راه خواهند یافت.
- تیم ششم از دور دوم مقدماتی وارد رقابت‌های لیگ اروپا می‌شود.

با این حال، سهمیه‌های یوفا در پایان فصل ممکن است با توجه به نتایج سایر رقابت‌ها؛ از جمله جام حذفی، دستخوش تغییر شود:
- اگر قهرمان جام حذفی، از طریق لیگ واجد شرایط حضور در لیگ قهرمانان شود، سهمیه تیم پنجم لیگ به تیم رده ششم و سهمیه تیم رده ششم به تیم هفتم می‌رسد. در صورتی که قهرمان جام حذفی به واسطه رتبه‌اش در لیگ، جواز حضور در لیگ اروپا را کسب کند، سهمیه آنها به تیم رتبه بعدی در جدول لیگ می‌رسد.
- تیم‌های قهرمان در جام‌های اروپایی (لیگ قهرمانان یا لیگ اروپا)، سهمیه مستقیم حضور در فصل بعد لیگ قهرمانان را کسب می‌کنند. در صورتی که تیم مذکور قبلاً سهمیه رقابت‌های اروپایی را از طریق لیگ کسب کرده باشد، سهمیه اختصاصی برای قهرمان به آنها تعلق نمی‌گیرد. از سوی دیگر، اگر تیم مذکور از طریق لیگ به لیگ قهرمانان اروپا راه پیدا کند، اما باید از دور مقدماتی کار را شروع کند، آنگاه سهمیه‌ای را که برای قهرمان در نظر گرفته شده، دریافت می‌کند و مستقیماً به مرحله گروهی می‌رسد. اما در هر صورت سهمیه باقیمانده به تیم پشت سر آنها در جدول رده‌بندی لیگ تعلق نمی‌گیرد بلکه به فدراسیون کشوری دیگر اعطا می‌شود.
- اگر تیمی که در مسابقات اروپایی قهرمان می‌شود از طریق لیگ داخلی به لیگ اروپا راه پیدا کند، سهمیهٔ لیگ قهرمانان اروپا را به دست می‌آورد، در حالی که سهمیه‌اش برای لیگ اروپا باطل می‌شود و به تیم بعد از آنها در رده‌بندی جدول لیگ تعلق نمی‌گیرد. (از هر کشور نهایتا پنج تیم می‌توانند به لیگ قهرمانان اروپا راه پیدا کنند).

## اطلاعات تیم‌ها

### صعود و سقوط (پیش فصل)
در مجموع بیست تیم در لیگ شرکت می‌کنند، از جمله هفده تیم از فصل ۲۰۲۰–۲۱ و سه تیم از سگوندا دیویسیون ۲۱–۲۰۲۰. این شامل دو تیم برتر سگوندا دیویسیون و برندگان پلی آف صعود فصل قبل سگوندا دیویسیون است.
تیم‌های سقوط کرده به سگوندا دیویسیون
اولین تیمی که از لالیگا سقوط کرد، ایبار بود. این تیم پس از باخت ۴–۱ مقابل والنسیا در ۱۶ مه ۲۰۲۱، و قطعی شدن خداحافظی پس از هفت سال حضور خود در سطح اول فوتبال باشگاهی اسپانیا. دومین تیمی که سقوط کرد رئال وایادولید بود، پس از شکست خانگی ۲–۱ مقابل اتلتیکو مادرید در ۲۲ مه ۲۰۲۱، در آخرین بازی خود در فصل، از سطح اول فوتبال اسپانیا پس از سه سال حضور سقوط کرد. سومین و آخرین تیمی که سقوط کرد هوئسکا بود، پس از تساوی۰–۰ این تیم مقابل والنسیا در ۲۲ مه ۲۰۲۱ در آخرین بازی خود در فصل، به سگوندا دیویسیون پس از یک سال غیبت سقوط کرد.
تیم‌های ارتقا یافته از سگوندا دیویسیون
در ۸ مه ۲۰۲۱، اسپانیول اولین تیمی بود که از نظر تفاضل گل صعود کرد و قطعی شد که پس از تساوی ۰–۰ مقابل ساراگوسا به لالیگا بازمی‌گردد. دومین تیمی که موفق به صعود شد، مایورکا بود، پس از باخت ۳ بر ۲ آلمریا مقابل کارتاژنا در ۱۸ مه ۲۰۲۱، این تیم به لالیگا صعود کرد. هر دوی این تیم‌ها (آلمریا و اسپانیول) بلافاصله پس از یک فصل دوری به سطح دسته اول و لالیگا بازگشتند. سومین و آخرین تیمی که صعود کرد، رایو وایکانو بود، پس از پیروزی کلی ۳–۲ در مرحله پلی آف مقابل ژیرونا در ۲۰ ژوئن ۲۰۲۱، و پس از دو سال غیبت بازگشت.
| رتبه | سقوط از لا لیگا ۲۱–۲۰۲۰      |
| ---- | ---------------------------- |
| ۱۸.  | باشگاه فوتبال اوئسکا         |
| ۱۹.  | باشگاه فوتبال رئال وایادولید |
| ۲۰.  | باشگاه فوتبال ایبار          |

| رتبه | صعود به لا لیگا ۲۲–۲۰۲۱         |
| ---- | ------------------------------- |
| ۱.   | باشگاه فوتبال اسپانیول          |
| ۲.   | باشگاه ورزشی رئال مایورکا       |
| صعود | باشگاه فوتبال رایو وایکانو (۶.) |

### تعداد تیم‌ها براساس بخش خودمختار
| رتبه | بخش خودمختار  | تعداد | تیم‌ها                                             |
| ---- | ------------- | ----- | ------------------------------------------------- |
| ۱    | والنسیا       | ۴     | لوانته، والنسیا، الچه و ویارئال                   |
| ۱    | اندلس         | ۴     | گرانادا، رئال بتیس، کادیس و سویا                  |
| ۱    | مادرید        | ۴     | اتلتیکو مادرید، ختافه، رئال مادرید و رایو وایکانو |
| ۴    | باسک          | ۳     | دپورتیوو آلاوس، اتلتیک بیلبائو و رئال سوسیداد     |
| ۵    | کاتالونیا     | ۲     | بارسلونا و اسپانیول                               |
| ۶    | جزایر بالئاری | ۱     | رئال مایورکا                                      |
| ۶    | گالیسیا       | ۱     | سلتاویگو                                          |
| ۶    | نابارا        | ۱     | اوساسونا                                          |

### ورزشگاه، بودجه و موقعیت تیم‌ها
| تیم            | مکان                         | مکان              | ورزشگاه              | گنجایش | بودجه € | عملکرد در فصل ۲۱–۲۰۲۰ |
| -------------- | ---------------------------- | ----------------- | -------------------- | ------ | ------- | --------------------- |
| آلاوس          | سرزمین باسک (منطقه خودمختار) | بیتوریا           | مندیزوروتسا          | ۱۹٬۸۴۰ | ۴۲٬۸۵۸  | ۱۶ام                  |
| اتلتیک بیلبائو | سرزمین باسک (منطقه خودمختار) | بیلبائو           | سن مامس              | ۵۳٬۲۸۹ | ۱۱۱٬۸۱۸ | ۱۰ام                  |
| اتلتیکو مادرید | مادرید (بخش خودمختار)        | مادرید            | واندا متروپولیتانو   | ۶۸٬۴۵۶ | ۱۷۱٬۶۰۶ | قهرمان                |
| اسپانیول       | کاتالونیا                    | بارسلون           | آرسی‌دی‌ئی             | ۴۰٬۰۰۰ | ۷۷٬۸۷۳  | صعود از دسته ۲        |
| الچه           | بخش خودمختار والنسیا         | الچه              | مانوئل مارتینز والرو | ۳۳٬۷۳۲ | ۴۱٬۵۲۵  | ۱۷ام                  |
| اوساسونا       | نابارا                       | پامپلونا          | ال ساذار             | ۲۳٬۵۷۶ | ۵۶٬۲۳۰  | ۱۱ام                  |
| بارسلونا       | کاتالونیا                    | بارسلون           | کمپ نو               | ۹۹٬۳۵۴ | ۹۷٬۹۴۲  | سوم                   |
| ختافه          | مادرید (بخش خودمختار)        | ختافه             | آلفونسو پرز          | ۱۷٬۳۹۳ | ۶۴٬۴۷۰  | ۱۵ام                  |
| رایو وایکانو   | مادرید (بخش خودمختار)        | مادرید            | وایکاس               | ۱۴٬۷۹۰ | ۴۱٬۸۲۹  | صعود از دسته ۲        |
| رئال بتیس      | اندلس                        | سویا              | بنیتو ویامارین       | ۶۰٬۷۲۱ | ۷۰٬۸۶۴  | ۶ام                   |
| رئال سوسیداد   | سرزمین باسک (منطقه خودمختار) | سن سباستین        | آنوئتا               | ۳۹٬۵۰۰ | ۱۲۷٬۷۰۴ | ۵ام                   |
| رئال مادرید    | مادرید (بخش خودمختار)        | مادرید            | سانتیاگو برنابئو     | ۸۱٬۰۴۴ | ۷۳۹٬۱۶۳ | نایب قهرمان           |
| رئال مایورکا   | جزایر بالئاری                | پالما ده مایورکا  | سون مویکس            | ۲۸٬۰۱۲ | ۴۶٬۱۲۹  | صعود از دسته ۲        |
| سلتا ویگو      | گالیسیا                      | بیگو              | بالایدوس             | ۲۹٬۰۰۰ | ۶۵٬۵۳۰  | ۸ام                   |
| سویا           | اندلس                        | سویا              | رامون سانچز پیس‌خوان  | ۴۳٬۸۸۳ | ۲۰۰٬۳۹۹ | ۴ام                   |
| کادیس          | اندلس                        | کادیس             | نووو میراندیا        | ۲۰٬۷۲۴ | ۴۵٬۳۸۸  | ۱۲ام                  |
| گرانادا        | اندلس                        | گرانادا           | لوس کارمنس جدید      | ۱۹٬۳۳۶ | ۵۳٬۴۹۸  | ۹ام                   |
| لوانته         | بخش خودمختار والنسیا         | والنسیا           | سیوداد والنسیا       | ۲۶٬۳۵۴ | ۳۲٬۱۰۸  | ۱۴ام                  |
| والنسیا        | بخش خودمختار والنسیا         | والنسیا           | مستایا               | ۵۵٬۰۰۰ | ۳۰٬۹۸۶  | ۱۳ام                  |
| ویارئال        | بخش خودمختار والنسیا         | ویارئال، کاستلیون | دِ لا سرامیکا         | ۲۴٬۸۹۰ | ۱۵۹٬۲۹۲ | ۷ام                   |

### سرمربی، کاپیتان، تولیدکننده و حامی مالی لباس
| تیم          | سرمربی             | کاپیتان      | تولیدکننده | حامی(ان) مالی         | حامی(ان) مالی                 | حامی(ان) مالی         | حامی(ان) مالی                  |
| تیم          | سرمربی             | کاپیتان      | تولیدکننده | اصلی                  | پشت لباس                      | آستین                 | شورت                           |
| ------------ | ------------------ | ------------ | ---------- | --------------------- | ----------------------------- | --------------------- | ------------------------------ |
| آلاوس        | مندیلیبار          | مانو گارسیا  | کلمه       | Zøtapay               | XM                            | Integra Energía       | InnJooSilken Hoteles           |
| بیلبائو      | مارسلینو           | ایکر مونیاین | نیو بالانس | Kutxabank             |                               |                       |                                |
| اتلتیکو      | دیه‌گو سیمئونه      | کوکه         | نایکی      | Plus500               | Ria Money Transfer            | Hyundai               |                                |
| بارسلونا     | ژاوی هرناندز       | بوسکتس       | نایکی      | Rakuten               | UNICEF                        |                       |                                |
| کادیس        | سرخیو              | خوسه ماری    | ماکرون     | Bitci                 | Jobchain                      | Floki Inu             |                                |
| سلتا         | ادواردو کودیه      | هوگو مایو    | آدیداس     | Estrella Galicia 0,0  | Abanca                        | AIX Investment Group  | Grupo Recalvi                  |
| الچه         | فرانسیسکو          | گونزالو وردو | نایکی      | TM Grupo Inmobiliario | Sfidante1                     |                       |                                |
| اسپانیول     | ویسنته مورنو       | داوید لوپز   | کلمه       | Riviera Maya          | Digi Communications           | Reale Seguros         | Global Racing Oil              |
| ختافه        | کیکه               | دینه         | جوما       | Tecnocasa Group       |                               |                       |                                |
| گرانادا      | روبن تورسیا (موقت) | ویکتور دیاز  | نایکی      | Platzi                | Caja Rural Granada–Coviran    |                       |                                |
| لوانته       | السیو لیسچی        | لوییس مورالس | ماکرون     | Gedesco               | BaleàriaSesderma              |                       |                                |
| اوساسونا     | یاگوبا آراساته     | سانخورخو     | آدیداس     | Verleal               |                               |                       | Clínica Universidad de Navarra |
| رایو وایکانو | آندونی ایرائولا    | اسکار ترخو   | آمبرو      | Digi Communications   |                               |                       |                                |
| بتیس         | مانوئل پیگرینی     | خواکین       | کاپا       | Finetwork             | LegacyFX                      | Reale Seguros         | MuchBetter                     |
| رئال         | کارلو آنچلوتی      | مارسلو       | آدیداس     | Emirates              |                               |                       |                                |
| سوسیه‌داد     | ایمانول آلگواسیل   | ایارامندی    | ماکرون     | Finetwork             | Kutxabank                     | Reale Seguros         |                                |
| مایورکا      | لوییز گارثیا       | مانولو رینا  | نایکی      | αGEL                  | Alua Hotels & Resorts Juaneda | OK Mobility           | Air Europa Specialized         |
| سویا         | خولن لوپتگی        | ناواس        | نایکی      | NAGA                  | Socios.com                    | Valvoline             | Socios.com                     |
| والنسیا      | خوسه بوردالاس      | خوسه گایا    | پوما       | Socios.com            | Samtrade FX                   | Sailun Tyres          | Škoda                          |
| ویارئال      | اونای امری         | گاسپار پرذ   | جوما       | Pamesa Cerámica       |                               | Color Star Technology |                                |

### تغییرات سرمربیان
| تیم         | سرمربی خروجی   | علت            | تاریخ خروج     | رتبه در جدول | سرمربی جایگزین      | تاریخ ورود     |
| ----------- | -------------- | -------------- | -------------- | ------------ | ------------------- | -------------- |
| والنسیا     | ورو            | پایان کار موقت | ۲۲ مه ۲۰۲۱     | پیش فصل      | خوزه بوردالس        | ۲۷ مه ۲۰۲۱     |
| ختافه       | خوزه بوردالس   | توافق دو طرفه  | ۲۶ مه ۲۰۲۱     | پیش فصل      | میچل                | ۲۷ مه ۲۰۲۱     |
| رئال مادرید | زین‌الدین زیدان | استعفا داد     | ۲۷ مه ۲۰۲۱     | پیش فصل      | کارلو آنچلوتی       | ۱ ژوئن ۲۰۲۱    |
| گرانادا     | دیگو مارتینز   | استعفا داد     | ۲۷ مه ۲۰۲۱     | پیش فصل      | روبرت مورنو         | ۱۸ ژوئن ۲۰۲۱   |
| لوانته      | پاکو لوپث      | اخراج          | ۳ اکتبر ۲۰۲۱   | ۱۸ام         | خاویر پریرا         | ۷ اکتبر ۲۰۲۱   |
| ختافه       | میچل           | اخراج          | ۴ اکتبر ۲۰۲۱   | ۲۰ام         | سانچث فلورس         | ۶ اکتبر ۲۰۲۱   |
| بارسلونا    | رونالت کومان   | اخراج          | ۲۷ اکتبر ۲۰۲۱  | ۹ام          | سرجی بارخوان (موقت) | ۲۸ اکتبر ۲۰۲۱  |
| الچه        | فران اسکریبا   | اخراج          | ۲۱ نوامبر ۲۰۲۱ | ۱۸ام         | فرانسیسکو           | ۲۸ نوامبر ۲۰۲۱ |
| لوانته      | خاویر پریرا    | اخراج          | ۲۹ نوامبر ۲۰۲۱ | ۲۰ام         | السیو لیششی         | ۷ دسامبر ۲۰۲۱  |
| آلاوس       | خاویر کایخا    | اخراج          | ۲۸ دسامبر ۲۰۲۱ | ۱۸ام         | مندیلیبار           | ۲۸ دسامبر ۲۰۲۱ |
| کادیس       | الوارو سرورا   | اخراج          | ۱۱ ژانویه ۲۰۲۲ | ۱۹ام         | سرخیو               | ۱۱ ژانویه ۲۰۲۲ |
| گرانادا     | روبرت مورنو    | اخراج          | ۶ مارس ۲۰۲۲    | ۱۷ام         | روبن توره‌سیا (موقت) | ۶ مارس ۲۰۲۲    |
| مایورکا     | لوئیس گارسیا   | اخراج          | ۲۲ مارس ۲۰۲۲   | ۱۸ام         | خاویر آگیره         | ۲۴ مارس ۲۰۲۲   |

## جدول لیگ
| رتبه | تیم             | بازی | برد | مساوی | باخت | گل زده | گل خورده | گل تفاضل | امتیاز | صعود یا سقوط                    |
| ---- | --------------- | ---- | --- | ----- | ---- | ------ | -------- | -------- | ------ | ------------------------------- |
| ۱    | رئال مادرید (C) | ۳۸   | ۲۶  | ۸     | ۴    | ۸۰     | ۳۱       | ۴۹+      | ۸۶     | صعود به مرحله‌گروهی لیگ قهرمانان |
| ۲    | بارسلونا        | ۳۸   | ۲۱  | ۱۰    | ۷    | ۶۸     | ۳۸       | ۳۰+      | ۷۳     | صعود به مرحله‌گروهی لیگ قهرمانان |
| ۳    | اتلتیکو مادرید  | ۳۸   | ۲۱  | ۸     | ۹    | ۶۵     | ۴۳       | ۲۲+      | ۷۱     | صعود به مرحله‌گروهی لیگ قهرمانان |
| ۴    | سویا            | ۳۸   | ۱۸  | ۱۶    | ۴    | ۵۳     | ۳۰       | ۲۳+      | ۷۰     | صعود به مرحله‌گروهی لیگ قهرمانان |
| ۵    | رئال بتیس       | ۳۸   | ۱۹  | ۸     | ۱۱   | ۶۲     | ۴۰       | ۲۲+      | ۶۵     | صعود به مرحله‌گروهی لیگ اروپا    |
| ۶    | رئال سوسیداد    | ۳۸   | ۱۷  | ۱۱    | ۱۰   | ۴۰     | ۳۷       | ۳+       | ۶۲     | صعود به مرحله‌گروهی لیگ اروپا    |
| ۷    | ویارئال         | ۳۸   | ۱۶  | ۱۱    | ۱۱   | ۶۳     | ۳۷       | ۲۶+      | ۵۹     | صعود به پلی‌آف لیگ کنفانس اروپا  |
| ۸    | اتلتیک بیلبائو  | ۳۸   | ۱۴  | ۱۳    | ۱۱   | ۴۳     | ۳۶       | ۷+       | ۵۵     |                                 |
| ۹    | والنسیا         | ۳۸   | ۱۱  | ۱۵    | ۱۲   | ۴۸     | ۵۳       | ۵−       | ۴۸     |                                 |
| ۱۰   | اوساسونا        | ۳۸   | ۱۲  | ۱۱    | ۱۵   | ۳۷     | ۵۱       | ۱۴−      | ۴۷     |                                 |
| ۱۱   | سلتاویگو        | ۳۸   | ۱۲  | ۱۰    | ۱۶   | ۴۳     | ۴۳       | ۰        | ۴۶     |                                 |
| ۱۲   | رایو وایکانو    | ۳۸   | ۱۱  | ۹     | ۱۸   | ۳۹     | ۵۰       | ۱۱−      | ۴۲     |                                 |
| ۱۳   | الچه            | ۳۸   | ۱۱  | ۹     | ۱۸   | ۴۰     | ۵۲       | ۱۲−      | ۴۲     |                                 |
| ۱۴   | اسپانیول        | ۳۸   | ۱۰  | ۱۲    | ۱۶   | ۴۰     | ۵۳       | ۱۳−      | ۴۲     |                                 |
| ۱۵   | ختافه           | ۳۸   | ۸   | ۱۵    | ۱۵   | ۳۳     | ۴۱       | ۸−       | ۳۹     |                                 |
| ۱۶   | رئال مایورکا    | ۳۸   | ۱۰  | ۹     | ۱۹   | ۳۶     | ۶۳       | ۲۷−      | ۳۹     |                                 |
| ۱۷   | کادیس           | ۳۸   | ۸   | ۱۵    | ۱۵   | ۳۵     | ۵۱       | ۱۶−      | ۳۹     |                                 |
| ۱۸   | گرانادا (R)     | ۳۸   | ۸   | ۱۴    | ۱۶   | ۴۴     | ۶۱       | ۱۷−      | ۳۸     | سقوط به سگوندا دیویسیون         |
| ۱۹   | لوانته (R)      | ۳۸   | ۸   | ۱۱    | ۱۹   | ۵۱     | ۷۶       | ۲۵−      | ۳۵     | سقوط به سگوندا دیویسیون         |
| ۲۰   | آلاوس (R)       | ۳۸   | ۸   | ۷     | ۲۳   | ۳۱     | ۶۵       | ۳۴−      | ۳۱     | سقوط به سگوندا دیویسیون         |

1. 1 2  از آنجایی که برنده کوپا دل ری ۲۲–۲۰۲۱، یعنی رئال بتیس، در حال حاضر بر اساس رتبه خود در لیگ واجد شرایط رقابت های اروپایی است، سهمیه لیگ اروپا که به رتبه پنجم لیگ اعطا می‌شد به تیم ششم تعلق می‌گیرد. سهمیه لیگ کنفرانس اروپا نیز که به تیم ششم اعطا می‌شد به تیم هفتم تعلق می‌گیرد.

### جایگاه هفتگی
| هفته ←         | ۱  | ۲  | ۳  | ۴  | ۵  | ۶  | ۷  | ۸  | ۹  | ۱۰ | ۱۱ | ۱۲ | ۱۳ | ۱۴ | ۱۵ | ۱۶ | ۱۷ | ۱۸ | ۱۹ | ۲۰ | ۲۱ | ۲۲ | ۲۳ | ۲۴ | ۲۵ | ۲۶ | ۲۷ | ۲۸ | ۲۹ | ۳۰ | ۳۱ | ۳۲ | ۳۳ | ۳۴ | ۳۵ | ۳۶ | ۳۷ | ۳۸ |
| تیم ↓          |    |    |    |    |    |    |    |    |    |    |    |    |    |    |    |    |    |    |    |    |    |    |    |    |    |    |    |    |    |    |    |    |    |    |    |    |    |    |
| -------------- | -- | -- | -- | -- | -- | -- | -- | -- | -- | -- | -- | -- | -- | -- | -- | -- | -- | -- | -- | -- | -- | -- | -- | -- | -- | -- | -- | -- | -- | -- | -- | -- | -- | -- | -- | -- | -- | -- |
| رئال مادرید    | ۱  | ۳  | ۱  | ۱  | ۱  | ۱  | ۱  | ۱  | ۲  | ۲  | ۲  | ۲  | ۲  | ۱  | ۱  | ۱  | ۱  | ۱  | ۱  | ۱  | ۱  | ۱  | ۱  | ۱  | ۱  | ۱  | ۱  | ۱  | ۱  | ۱  | ۱  | ۱  | ۱  | ۱  | ۱  | ۱  | ۱  | ۱  |
| بارسلونا       | ۳  | ۴  | ۴  | ۷  | ۷  | ۷  | ۶  | ۹  | ۷  | ۹  | ۹  | ۹  | ۹  | ۷  | ۷  | ۷  | ۸  | ۸  | ۵  | ۶  | ۶  | ۵  | ۴  | ۴  | ۴  | ۴  | ۳  | ۳  | ۳  | ۲  | ۲  | ۲  | ۲  | ۲  | ۲  | ۲  | ۲  | ۲  |
| اتلتیکو مادرید | ۴  | ۲  | ۵  | ۳  | ۲  | ۲  | ۴  | ۲  | ۴  | ۴  | ۶  | ۴  | ۴  | ۴  | ۲  | ۴  | ۴  | ۵  | ۴  | ۴  | ۴  | ۴  | ۵  | ۵  | ۵  | ۵  | ۴  | ۴  | ۴  | ۳  | ۴  | ۴  | ۴  | ۴  | ۴  | ۳  | ۳  | ۳  |
| سویا           | ۲  | ۱  | ۲  | ۶  | ۶  | ۴  | ۳  | ۴  | ۳  | ۳  | ۳  | ۳  | ۳  | ۳  | ۴  | ۲  | ۲  | ۲  | ۲  | ۲  | ۲  | ۲  | ۲  | ۲  | ۲  | ۲  | ۲  | ۲  | ۲  | ۴  | ۳  | ۳  | ۳  | ۳  | ۳  | ۴  | ۴  | ۴  |
| بتیس           | ۶  | ۹  | ۱۴ | ۹  | ۱۱ | ۸  | ۷  | ۱۰ | ۸  | ۵  | ۴  | ۵  | ۵  | ۵  | ۵  | ۳  | ۳  | ۳  | ۳  | ۳  | ۳  | ۳  | ۳  | ۳  | ۳  | ۳  | ۵  | ۵  | ۵  | ۵  | ۵  | ۵  | ۵  | ۵  | ۵  | ۵  | ۵  | ۵  |
| رئال سوسیداد   | ۱۸ | ۷  | ۷  | ۴  | ۴  | ۳  | ۲  | ۳  | ۱  | ۱  | ۱  | ۱  | ۱  | ۲  | ۳  | ۵  | ۵  | ۶  | ۷  | ۵  | ۵  | ۶  | ۷  | ۶  | ۷  | ۷  | ۶  | ۶  | ۶  | ۶  | ۶  | ۶  | ۶  | ۶  | ۶  | ۶  | ۶  | ۶  |
| ویارئال        | ۱۳ | ۱۵ | ۱۱ | ۱۳ | ۱۴ | ۱۲ | ۱۱ | ۱۱ | ۱۲ | ۱۳ | ۱۳ | ۱۳ | ۱۲ | ۱۲ | ۱۲ | ۱۳ | ۱۳ | ۱۱ | ۸  | ۸  | ۸  | ۷  | ۶  | ۷  | ۶  | ۶  | ۷  | ۷  | ۷  | ۷  | ۷  | ۷  | ۷  | ۷  | ۷  | ۷  | ۷  | ۷  |
| بیلبائو        | ۱۰ | ۱۱ | ۹  | ۵  | ۵  | ۹  | ۱۰ | ۷  | ۹  | ۸  | ۸  | ۸  | ۸  | ۸  | ۸  | ۹  | ۱۱ | ۹  | ۱۰ | ۹  | ۱۰ | ۹  | ۸  | ۸  | ۸  | ۸  | ۸  | ۸  | ۸  | ۸  | ۸  | ۸  | ۸  | ۸  | ۸  | ۸  | ۸  | ۸  |
| والنسیا        | ۵  | ۶  | ۳  | ۲  | ۳  | ۵  | ۸  | ۸  | ۱۰ | ۱۰ | ۱۱ | ۱۰ | ۱۰ | ۱۰ | ۱۱ | ۸  | ۷  | ۷  | ۹  | ۱۰ | ۹  | ۱۰ | ۱۱ | ۱۲ | ۱۲ | ۹  | ۹  | ۹  | ۹  | ۹  | ۹  | ۱۰ | ۱۰ | ۱۰ | ۱۰ | ۱۰ | ۱۱ | ۹  |
| اوساسونا       | ۱۲ | ۱۴ | ۸  | ۱۱ | ۸  | ۱۰ | ۹  | ۵  | ۵  | ۶  | ۷  | ۷  | ۷  | ۹  | ۱۰ | ۱۰ | ۱۰ | ۱۲ | ۱۴ | ۱۲ | ۱۳ | ۱۱ | ۱۲ | ۹  | ۱۰ | ۱۱ | ۱۱ | ۱۱ | ۱۰ | ۱۰ | ۱۰ | ۹  | ۹  | ۹  | ۹  | ۹  | ۹  | ۱۰ |
| سلتاویگو       | ۱۶ | ۱۶ | ۱۸ | ۱۸ | ۱۸ | ۱۷ | ۱۳ | ۱۶ | ۱۵ | ۱۴ | ۱۴ | ۱۵ | ۱۵ | ۱۵ | ۱۳ | ۱۴ | ۱۴ | ۱۳ | ۱۲ | ۱۴ | ۱۲ | ۱۲ | ۱۰ | ۱۰ | ۹  | ۱۰ | ۱۰ | ۱۰ | ۱۱ | ۱۱ | ۱۲ | ۱۱ | ۱۱ | ۱۲ | ۱۱ | ۱۱ | ۱۰ | ۱۱ |
| رایو وایکانو   | ۲۰ | ۲۰ | ۱۰ | ۱۲ | ۱۰ | ۶  | ۵  | ۶  | ۶  | ۷  | ۵  | ۶  | ۶  | ۶  | ۶  | ۶  | ۶  | ۴  | ۶  | ۷  | ۷  | ۸  | ۹  | ۱۱ | ۱۱ | ۱۲ | ۱۳ | ۱۳ | ۱۳ | ۱۳ | ۱۳ | ۱۴ | ۱۴ | ۱۱ | ۱۲ | ۱۲ | ۱۲ | ۱۲ |
| الچه           | ۱۴ | ۱۷ | ۱۵ | ۱۰ | ۱۲ | ۱۵ | ۱۶ | ۱۴ | ۱۴ | ۱۵ | ۱۵ | ۱۶ | ۱۸ | ۱۸ | ۱۷ | ۱۶ | ۱۶ | ۱۷ | ۱۷ | ۱۶ | ۱۵ | ۱۵ | ۱۴ | ۱۴ | ۱۳ | ۱۳ | ۱۴ | ۱۴ | ۱۴ | ۱۵ | ۱۵ | ۱۳ | ۱۳ | ۱۳ | ۱۴ | ۱۴ | ۱۵ | ۱۳ |
| اسپانیول       | ۱۱ | ۱۳ | ۱۶ | ۱۶ | ۱۶ | ۱۳ | ۱۴ | ۱۳ | ۱۱ | ۱۱ | ۱۰ | ۱۱ | ۱۱ | ۱۱ | ۹  | ۱۱ | ۹  | ۱۰ | ۱۱ | ۱۱ | ۱۱ | ۱۳ | ۱۳ | ۱۳ | ۱۴ | ۱۴ | ۱۲ | ۱۲ | ۱۲ | ۱۲ | ۱۱ | ۱۲ | ۱۲ | ۱۴ | ۱۳ | ۱۳ | ۱۳ | ۱۴ |
| ختافه          | ۱۷ | ۱۸ | ۱۹ | ۱۹ | ۱۹ | ۱۹ | ۲۰ | ۲۰ | ۲۰ | ۲۰ | ۲۰ | ۲۰ | ۲۰ | ۱۹ | ۱۹ | ۱۹ | ۱۹ | ۱۶ | ۱۶ | ۱۷ | ۱۶ | ۱۶ | ۱۵ | ۱۶ | ۱۵ | ۱۵ | ۱۵ | ۱۵ | ۱۵ | ۱۴ | ۱۴ | ۱۵ | ۱۵ | ۱۵ | ۱۵ | ۱۵ | ۱۴ | ۱۵ |
| مایورکا        | ۹  | ۵  | ۶  | ۸  | ۹  | ۱۱ | ۱۲ | ۱۲ | ۱۳ | ۱۲ | ۱۲ | ۱۲ | ۱۳ | ۱۳ | ۱۴ | ۱۲ | ۱۲ | ۱۴ | ۱۵ | ۱۵ | ۱۷ | ۱۷ | ۱۷ | ۱۵ | ۱۶ | ۱۶ | ۱۶ | ۱۶ | ۱۸ | ۱۸ | ۱۷ | ۱۸ | ۱۶ | ۱۶ | ۱۸ | ۱۸ | ۱۷ | ۱۶ |
| کادیس          | ۸  | ۱۰ | ۱۲ | ۱۵ | ۱۳ | ۱۴ | ۱۵ | ۱۵ | ۱۶ | ۱۷ | ۱۸ | ۱۸ | ۱۶ | ۱۶ | ۱۸ | ۱۸ | ۱۸ | ۱۹ | ۱۹ | ۱۹ | ۱۹ | ۱۸ | ۱۸ | ۱۹ | ۱۸ | ۱۸ | ۱۸ | ۱۸ | ۱۷ | ۱۷ | ۱۸ | ۱۶ | ۱۷ | ۱۷ | ۱۶ | ۱۷ | ۱۸ | ۱۷ |
| گرانادا        | ۱۵ | ۱۲ | ۱۷ | ۱۷ | ۱۷ | ۱۸ | ۱۸ | ۱۷ | ۱۷ | ۱۶ | ۱۷ | ۱۴ | ۱۷ | ۱۷ | ۱۶ | ۱۵ | ۱۵ | ۱۵ | ۱۳ | ۱۳ | ۱۴ | ۱۴ | ۱۶ | ۱۷ | ۱۷ | ۱۷ | ۱۷ | ۱۷ | ۱۶ | ۱۶ | ۱۶ | ۱۷ | ۱۸ | ۱۸ | ۱۷ | ۱۶ | ۱۶ | ۱۸ |
| لوانته         | ۷  | ۸  | ۱۳ | ۱۴ | ۱۵ | ۱۶ | ۱۷ | ۱۸ | ۱۸ | ۱۹ | ۱۹ | ۱۹ | ۱۹ | ۲۰ | ۲۰ | ۲۰ | ۲۰ | ۲۰ | ۲۰ | ۲۰ | ۲۰ | ۲۰ | ۲۰ | ۲۰ | ۲۰ | ۲۰ | ۲۰ | ۲۰ | ۲۰ | ۱۹ | ۱۹ | ۱۹ | ۱۹ | ۲۰ | ۱۹ | ۲۰ | ۱۹ | ۱۹ |
| آلاوس          | ۱۹ | ۱۹ | ۲۰ | ۲۰ | ۲۰ | ۲۰ | ۱۹ | ۱۹ | ۱۹ | ۱۸ | ۱۶ | ۱۷ | ۱۴ | ۱۴ | ۱۵ | ۱۷ | ۱۷ | ۱۸ | ۱۸ | ۱۸ | ۱۸ | ۱۹ | ۱۹ | ۱۸ | ۱۹ | ۱۹ | ۱۹ | ۱۹ | ۱۹ | ۲۰ | ۲۰ | ۲۰ | ۲۰ | ۱۹ | ۲۰ | ۱۹ | ۲۰ | ۲۰ |

## آمار فصل

### برترین گلزنان
| رتبه | بازیکن        | گل | بازی | م.گ. | دقایق | م.د.گ | پیچیچی | باشگاه      | یادداشت      |
| ---- | ------------- | -- | ---- | ---- | ----- | ----- | ------ | ----------- | ------------ |
| 1    | کریم بنزما    | ۲۷ | ۳۲   | 0.84 | ۲۵۹۶  | 81    | 27     | رئال مادرید | جایزه پیچیچی |
| 2    | یاگو آسپاس    | ۱۸ | ۳۷   | 0.49 | ۳۰۹۳  | 172   | 18     | سلتاویگو    | جایزه زارا   |
| 3    | رائول د توماس | ۱۷ | ۳۴   | 0.5  | ۲۹۲۳  | 172   | 17     | اسپانیول    | جایزه زارا   |
| =    | وینیسیوس      | ۱۷ | ۳۵   | 0.49 | ۲۶۹۹  | 159   | 17     | رئال        |              |
| 5    | انس اونال     | ۱۶ | ۳۷   | 0.43 | ۲۸۰۹  | 176   | 16     | ختافه       |              |
| =    | خوانمی        | ۱۶ | ۳۳   | 0.48 | ۲۱۴۵  | 134   | 16     | بتیس        |              |
| 7    | خوزه‌لو        | ۱۴ | ۳۷   | 0.38 | ۳۱۲۶  | 223   | 14     | آلاوس       |              |
| 8    | لوئیس مورالس  | ۱۳ | ۳۵   | 0.37 | ۲۷۲۳  | 209   | 13     | لوانته      |              |
| 9    | آنخل کوره‌آ    | ۱۲ | ۳۶   | 0.33 | ۱۸۵۶  | 155   | 12     | اتلتیکو     |              |
| =    | ممفیس دپای    | ۱۲ | ۲۸   | 0.43 | ۱۸۴۷  | 154   | 12     | بارسلونا    |              |

### پاسورهای برتر
| رتبه | بازیکن            | پاس | بازی | م.پاس | دقایق | دق.پاس | باشگاه         | یادداشت |
| ---- | ----------------- | --- | ---- | ----- | ----- | ------ | -------------- | ------- |
| 1    | عثمان دمبله       | 13  | 21   | 0.62  | 2867  | 109    | بارسلونا       |         |
| 2    | کریم بنزما        | 12  | 32   | 0.38  | 2596  | 216    | رئال مادرید    |         |
| 3    | وینیسیوس جونیور   | 10  | 35   | 0.29  | 2699  | 270    | رئال مادرید    |         |
| =    | ژوردی آلبا        | 10  | 30   | 0.33  | 2648  | 265    | بارسلونا       |         |
| =    | ایکر مونیاین      | 10  | 35   | 0.29  | 2802  | 280    | اتلتیکو مادرید |         |
| =    | دنیل پارخو        | 10  | 33   | 0.3   | 2708  | 271    | ویارئال        |         |
| 7    | اسکار ترخو        | 9   | 32   | 0.28  | 2023  | 225    | رایو وایکانو   |         |
| =    | سرگی دردر         | 9   | 36   | 0.25  | 3132  | 348    | اسپانیول       |         |
| 9    | نبیل فقیر         | 8   | 34   | 0.24  | 2807  | 351    | رئال بتیس      |         |
| =    | لوکا مودریچ       | 8   | 28   | 0.29  | 2049  | 256    | رئال مادرید    |         |
| 11   | سرخیو کانالس      | 7   | 34   | 0.21  | 2803  | 400    | رئال بتیس      |         |
| =    | خورخه د فروتوس    | 7   | 25   | 0.28  | 1766  | 252    | لوانته         |         |
| =    | خوزه لوئیس مورالس | 7   | 35   | 0.2   | 2723  | 389    | لوانته         |         |
| 14   | گونسالو گوئدس     | 6   | 36   | 0.17  | 2613  | 436    | والنسیا        |         |
| =    | روبن گارسیا       | 6   | 37   | 0.16  | 2395  | 399    | اوساسونا       |         |

### برترین دروازه‌بان‌ها
| رتبه | بازیکن               | باشگاه         | گل.خ. | بازی | م.گ.خ. | دفع | %دفع  | زامورا | یادداشت      |
| ---- | -------------------- | -------------- | ----- | ---- | ------ | --- | ----- | ------ | ------------ |
| 1    | یاسین بونو           | سویا           | 24    | 31   | 0.774  | 76  | 76%   | 1      | جایزه زامورا |
| 2    | تیبو کورتوا          | رئال مادرید    | 29    | 36   | 0.806  | 93  | 72.1% | 2      |              |
| 3    | خرونیمو رولی         | ویارئال        | 28    | 32   | 0.875  | 75  | 72.8% | 3      |              |
| 4    | اونای سیمون          | اتلتیک بیلبائو | 31    | 34   | 0.912  | 83  | 72.8% | 4      |              |
| 5    | الکس رمیرو           | رئال سوسیداد   | 32    | 35   | 0.914  | 61  | 71.4% | 5      |              |
| 6    | مارک-آندره تر اشتگن  | بارسلونا       | 34    | 35   | 0.971  | 64  | 69.1% | 6      |              |
| 7    | دیوید سوریا          | ختافه          | 41    | 38   | 1.079  | 54  | 56.8% | 7      |              |
| 8    | یان اوبلاک           | اتلتیکو مادرید | 43    | 38   | 1.132  | 66  | 60.6% | 8      |              |
| 9    | Matías Dituro        | سلتاویگو       | 43    | 38   | 1.132  | 96  | 69.1% | 9      |              |
| 10   | استوله دیمیتریفسکی   | رایو وایکانو   | 37    | 31   | 1.194  | 91  | 71.1% | 10     |              |
| 11   | سرخیو هررا           | اوساسونا       | 48    | 36   | 1.333  | 101 | 67.8% | 11     |              |
| 12   | خرمایس لدسما         | کادیس          | 51    | 38   | 1.342  | 120 | 70.2% | 12     |              |
| 13   | دیه‌گو لوپز           | اسپانیول       | 49    | 35   | 1.4    | 115 | 70.1% | 13     |              |
| 14   | Luís Maximiano       | گرانادا        | 55    | 35   | 1.571  | 127 | 69.8% | 14     |              |
| 15   | پاچکو                | آلاوس          | 60    | 34   | 1.765  | 89  | 59.7% | 15     |              |
| 16   | ادگار بادیا          | الچه           | 35    | 24   | 1.458  | 79  | 69.3% | 16     |              |
| 17   | دانیل کاردناس        | لوانته         | 46    | 24   | 1.917  | 74  | 61.7% | 17     |              |
| 18   | روی سیلوا            | بتیس           | 21    | 22   | 0.955  | 55  | 72.4% | 18     |              |
| 19   | مانولو رینا          | مایورکا        | 26    | 21   | 1.238  | 52  | 66.7% | 19     |              |
| 20   | Giorgi Mamardashvili | والنسیا        | 20    | 18   | 1.111  | 55  | 73.3% | 20     |              |

### هت-تریک‌ها
| تاریخ      | بازیکن              | گل‌ها            | میزبان      | میزبان                | نتیجه | مهمان                        | مهمان          | هفته    |
| ---------- | ------------------- | --------------- | ----------- | --------------------- | ----- | ---------------------------- | -------------- | ------- |
| ۱۲/۹/۲۰۲۱  | کریم بنزما          | ۲۴' ۴۶' '87     | رئال مادرید | مادرید (بخش خودمختار) | ۵ – ۲ | گالیسیا                      | سلتاویگو       | هفته ۴  |
| ۲۲/۹/۲۰۲۱  | مارکو آسنسیو        | ۲۴' ۲۹' ۵۵'     | رئال مادرید | مادرید (بخش خودمختار) | ۶ – ۱ | جزایر بالئاری                | مایورکا        | هفته ۶  |
| ۲۶/۱۰/۲۰۲۱ | آنتونی لوزانو       | ۱۴' ۴۶' ۵۲'     | ویارئال     | بخش خودمختار والنسیا  | ۳ – ۳ | اندلس                        | کادیس          | هفته ۱۱ |
| ۲۸/۱۱/۲۰۲۱ | خوانمی              | ۵۴' ۶۳' ۷۸'     | بتیس        | اندلس                 | ۳ – ۱ | بخش خودمختار والنسیا         | لوانته         | هفته ۱۵ |
| ۱۹/۱۲/۲۰۲۱ | خورخه مولینا ویدال  | ۲۰' ۶۱' ۹۰+۱'   | گرانادا     | اندلس                 | ۴ – ۱ | جزایر بالئاری                | مایورکا        | هفته ۱۸ |
| ۳/۱/۲۰۲۲   | اویهان سنته         | ۱۶' ۲۵' ۶۸'     | اوساسونا    | نابارا                | ۱ – ۳ | سرزمین باسک (منطقه خودمختار) | اتلتیک بیلبائو | هفته ۱۹ |
| ۱۹/۲/۲۰۲۲  | آرنات گرونولد       | '۳۵ ۳۹' '81     | گرانادا     | اندلس                 | ۱ – ۴ | بخش خودمختار والنسیا         | ویارئال        | هفته ۲۵ |
| ۲۰/۲/۲۰۲۲  | پیر امریک اوبامیانگ | ۲۳' ۳۸' ۶۳'     | والنسیا     | بخش خودمختار والنسیا  | ۱ – ۴ | کاتالونیا                    | بارسلونا       | هفته ۲۵ |
| ۲۷/۲/۲۰۲۲  | یرمی پینو           | ۱۴' ۲۰' ۴۵' ۵۳' | ویارئال     | بخش خودمختار والنسیا  | ۵ – ۱ | کاتالونیا                    | اسپانیول       | هفته ۲۶ |
| ۱۲/۵/۲۰۲۲  | وینیسیوس جونیور     | ۴۵' ۶۸' ۸۳'     | رئال مادرید | مادرید (بخش خودمختار) | ۶ – ۰ | بخش خودمختار والنسیا         | لوانته         | هفته ۳۶ |

### گل‌به‌خودی‌ها
| تاریخ      | بازیکن          | دقیقه        | میزبان         | میزبان                       | نتیجه | مهمان                        | مهمان          | گزارش   |
| ---------- | --------------- | ------------ | -------------- | ---------------------------- | ----- | ---------------------------- | -------------- | ------- |
| ۱۴/۸/۲۰۲۱  | مانولو رینا     | 1 - 1, '59   | مایورکا        | جزایر بالئاری                | ۱ – ۱ | اندلس                        | بتیس           | هفته ۱  |
| ۲۸/۸/۲۰۲۱  | عیسی ماندی      | 2 - 2, '90+5 | اتلتیکو مادرید | مادرید (بخش خودمختار)        | ۲ – ۲ | بخش خودمختار والنسیا         | ویارئال        | هفته ۳  |
| ۱۲/۹/۲۰۲۱  | اریدن هرناندز   | 1 - 2, '51   | اوساسونا       | نابارا                       | ۱ – ۴ | بخش خودمختار والنسیا         | والنسیا        | هفته ۴  |
| ۱۹/۹/۲۰۲۱  | ادریا پدروسا    | 1 - 1, '41   | بتیس           | اندلس                        | ۲ – ۲ | کاتالونیا                    | اسپانیول       | هفته ۵  |
| ۲۱/۹/۲۰۲۱  | یان اوبلاک      | 1 - 0, '45   | ختافه          | مادرید (بخش خودمختار)        | ۱ – ۲ | مادرید (بخش خودمختار)        | اتلتیکو مادرید | هفته ۶  |
| ۲۱/۹/۲۰۲۱  | Pathé Ciss      | 1 - 1, '33   | اتلتیک بیلبائو | سرزمین باسک (منطقه خودمختار) | ۱ – ۲ | مادرید (بخش خودمختار)        | رایو وایکانو   | هفته ۶  |
| ۲۳/۱۰/۲۰۲۱ | مختار دیاخابی   | 0 - 2, '38   | والنسیا        | بخش خودمختار والنسیا         | ۲ – ۲ | جزایر بالئاری                | مایورکا        | هفته ۱۰ |
| ۳۱/۱۰/۲۰۲۱ | خرمان پسلا      | 2 - 0, '63   | اتلتیکو مادرید | مادرید (بخش خودمختار)        | ۳ – ۰ | اندلس                        | بتیس           | هفته ۱۲ |
| ۷/۱۱/۲۰۲۱  | استفان ساویچ    | 1 - 1, '50   | والنسیا        | بخش خودمختار والنسیا         | ۳ – ۳ | مادرید (بخش خودمختار)        | اتلتیکو مادرید | هفته ۱۳ |
| ۷/۱۱/۲۰۲۱  | هکتور بیرین     | 0 - 2, '81   | بتیس           | اندلس                        | ۰ – ۲ | اندلس                        | سویا           | هفته ۱۳ |
| ۲۶/۱۱/۲۰۲۱ | Luís Maximiano  | 2 - 2, '76   | اتلتیک بیلبائو | سرزمین باسک (منطقه خودمختار) | ۲ – ۲ | اندلس                        | گرانادا        | هفته ۱۵ |
| ۳/۱۲/۲۰۲۱  | لویز آبرام      | 1 - 1, '81   | گرانادا        | اندلس                        | ۲ – ۱ | سرزمین باسک (منطقه خودمختار) | آلاوس          | هفته ۱۶ |
| ۵/۱۲/۲۰۲۱  | Leandro Cabrera | 1 - 0, '54   | رایو وایکانو   | مادرید (بخش خودمختار)        | ۱ – ۰ | کاتالونیا                    | اسپانیول       | هفته ۱۶ |
| ۱۹/۱/۲۰۲۲  | مختار دیاخابی   | 0 - 1, '7    | والنسیا        | بخش خودمختار والنسیا         | ۱ – ۱ | اندلس                        | سویا           | هفته ۲۱ |
| ۲۲/۱/۲۰۲۲  | Franco Russo    | 1 - 0, '12   | ویارئال        | بخش خودمختار والنسیا         | ۳ – ۰ | جزایر بالئاری                | مایورکا        | هفته ۲۲ |
| ۱۴/۲/۲۰۲۲  | اونای سیمون     | 3 - 2, '88   | مایورکا        | جزایر بالئاری                | ۳ – ۲ | سرزمین باسک (منطقه خودمختار) | اتلتیک بیلبائو | هفته ۲۴ |
| ۵/۳/۲۰۲۲   | اریک کاباکو     | 2 - 0, '27   | اسپانیول       | کاتالونیا                    | ۲ – ۰ | مادرید (بخش خودمختار)        | ختافه          | هفته ۲۷ |
| ۵/۳/۲۰۲۲   | هوگو گویامون    | 2 - 1, '۵۶   | والنسیا        | بخش خودمختار والنسیا         | ۳ – ۱ | اندلس                        | گرانادا        | هفته ۲۷ |
| ۶/۳/۲۰۲۲   | Joseph Aidoo    | 2 - 2, '۴۹   | سلتاویگو       | گالیسیا                      | ۴ – ۳ | جزایر بالئاری                | مایورکا        | هفته ۲۷ |
| ۱۶/۴/۲۰۲۲  | کنگین لی        | 3 - 0, '۸۱   | الچه           | بخش خودمختار والنسیا         | ۳ – ۰ | جزایر بالئاری                | مایورکا        | هفته ۳۲ |
| ۱۹/۴/۲۰۲۲  | آنتونیو راییو   | 2 - 1, '۷۳   | مایورکا        | جزایر بالئاری                | ۲ – ۱ | سرزمین باسک (منطقه خودمختار) | آلاوس          | هفته ۳۳ |
| ۳۰/۴/۲۰۲۲  | ماریو هرموسو    | 1 - 0, '۸    | اتلتیک بیلبائو | سرزمین باسک (منطقه خودمختار) | ۲ – ۰ | مادرید (بخش خودمختار)        | اتلتیکو مادرید | هفته ۳۴ |
| ۱/۵/۲۰۲۲   | انتونیو پوئرتاس | 0 - 1, '۷۲   | گرانادا        | اندلس                        | ۱ – ۱ | گالیسیا                      | سلتاویگو       | هفته ۳۴ |
| ۱۱/۵/۲۰۲۲  | لوکاس تورو      | 1 - 1, '۲۰   | اوساسونا       | نابارا                       | ۱ – ۱ | مادرید (بخش خودمختار)        | ختافه          | هفته ۳۶ |
| ۲۱/۵/۲۰۲۲  | نسترو آراخو     | 2 - 0, '۶۰   | والنسیا        | بخش خودمختار والنسیا         | ۲ – ۰ | گالیسیا                      | سلتاویگو       | هفته ۳۸ |

### امتیاز دهی
اولین گل فصل: کارلوس سولر برای والنسیا مقابل ختافه (۱۳ اوت ۲۰۲۱)

## جوایز

### ترکیب برتر لا لیگا
| شماره | پست       | ملیت     | بازیکن               | باشگاه                       |
| ----- | --------- | -------- | -------------------- | ---------------------------- |
| ۱     | دروازه‌بان | بلژیک    | تیبو کورتوا          | باشگاه فوتبال رئال مادرید    |
| ۱۹    | مدافع     | آرژانتین | مارکوس آکونیا        | باشگاه فوتبال سویا           |
| ۴     | مدافع     | اتریش    | داوید آلابا          | باشگاه فوتبال رئال مادرید    |
| ۲۳    | مدافع     | فرانسه   | ژول کونده            | باشگاه فوتبال سویا           |
| ۴     | مدافع     | اروگوئه  | رونالد آرائوخو       | باشگاه فوتبال بارسلونا       |
| ۳     | مدافع     | برزیل    | ادر میلیتائو         | باشگاه فوتبال رئال مادرید    |
| ۶     | هافبک     | اسپانیا  | سرخیو کانالس         | باشگاه فوتبال رئال بتیس      |
| ۸     | هافبک     | فرانسه   | نبیل فقیر            | باشگاه فوتبال رئال بتیس      |
| ۱۰    | هافبک     | کرواسی   | لوکا مودریچ          | باشگاه فوتبال رئال مادرید    |
| ۱۰    | هافبک     | اسپانیا  | ایکر مونیاین         | باشگاه فوتبال اتلتیک بیلبائو |
| ۱۶    | هافبک     | اسپانیا  | پدری (بازیکن فوتبال) | باشگاه فوتبال بارسلونا       |
| ۷     | مهاجم     | پرتغال   | ژوآو فلیکس           | باشگاه فوتبال اتلتیکو مادرید |
| ۹     | مهاجم     | فرانسه   | کریم بنزما           | باشگاه فوتبال رئال مادرید    |
| ۱۱    | مهاجم     | اسپانیا  | رائول د توماس        | باشگاه فوتبال اسپانیول       |
| ۲۰    | مهاجم     | برزیل    | وینیسیوس جونیور      | باشگاه فوتبال رئال مادرید    |

### جوایز ماهانه
| ماه     | بازیکن ماه        | بازیکن ماه      | بازیکن ماه     | منبع   |
| ماه     | بازیکن            | بازیکن          | باشگاه         | منبع   |
| ------- | ----------------- | --------------- | -------------- | ------ |
| سپتامبر |                   | کریم بنزما      | رئال مادرید    | [ ۶۳ ] |
| اکتبر   |                   | روبین لو نورمان | رئال سوسیداد   | [ ۶۴ ] |
| نوامبر  | miniaturadeimagen | وینیسیوس جونیور | رئال مادرید    | [ ۶۵ ] |
| دسامبر  | خوانمی            | خوانمی          | رئال بتیس      | [ ۶۶ ] |
| ژانویه  |                   | آنخل کوره‌آ      | اتلتیکو مادرید | [ ۶۷ ] |
| فوریه   |                   | تیبو کورتوا     | رئال مادرید    | [ ۶۸ ] |
| مارس    |                   | ژوآو فلیکس      | اتلتیکو مادرید | [ ۶۹ ] |
| آوریل   |                   | کریم بنزما      | رئال مادرید    | [ ۷۰ ] |

## ترکیب تیم قهرمان
تعداد بازی‌ها و گل‌های هر بازیکن در پرانتز آمده‌است. (گل‌ها/بازی‌ها)
| ۱.      | رئال مادرید | ترکیب اصلی (۳–۲–۱–۴)                                                        |
| ------- | --- | --------------------------------------------------------------------------- |
| لا لیگا | - دروازه‌بان‌ها - تیبو کورتوا (۳۶/۰)؛ آندری لونین (۲/۰) - مدافعان - داوید آلابا (۳۰/۲)؛ دنی کارواخال (۲۴/۱)؛ ماریو خیلا (۲/۰)؛ میگل گوتیرز (۳/۰)؛ مارسلو (۱۲/۰)؛ فرلان مندی (۲۲/۲)؛ ادر میلیتائو (۳۴/۱)؛ ناچو (۲۸/۳)؛ سرخیو سانتوس (۱/۰)؛ خسوس وایخو (۵/-)؛ لوکاس واسکز (۲۹/۳) - هافبک‌ها - آنتونیو بلانکو (۱/۰)؛ ادواردو کاماوینگا (۲۶/۲)؛ کازمیرو (۳۲/۱)؛ دنی سبایوس (۱۱/۰)؛ ایسکو (۱۴/۱)؛ تونی کروس (۲۸/۱)؛ لوکا مودریچ (۲۸/۲)؛ فدریکو والورده (۳۱/۰) - مهاجمان - مارکو آسنسیو (۳۱/۱۰)؛ گرت بیل (۵/۱)؛ کریم بنزما (۳۲/۲۷)؛ پیتر گونزالز (۳/۰)؛ ادن آزار (۱۸/۰)؛ خوانمی لاتاسا (۱/۰)؛ لوکا یوویچ (۱۵/۱)؛ وینیسیوس جونیور (۳۵/۱۷)؛ ماریانو (۹/۱)؛ رودریگو گوئس (۳۳/۴) - سرمربی: کارلو آنچلوتی | کورتوا آلابا میلیتائو مندی کارواخال کازمیرو مودریچ کروس جونیور آسنسیو بنزما |
|         | - دروازه‌بان‌ها - تیبو کورتوا (۳۶/۰)؛ آندری لونین (۲/۰) - مدافعان - داوید آلابا (۳۰/۲)؛ دنی کارواخال (۲۴/۱)؛ ماریو خیلا (۲/۰)؛ میگل گوتیرز (۳/۰)؛ مارسلو (۱۲/۰)؛ فرلان مندی (۲۲/۲)؛ ادر میلیتائو (۳۴/۱)؛ ناچو (۲۸/۳)؛ سرخیو سانتوس (۱/۰)؛ خسوس وایخو (۵/-)؛ لوکاس واسکز (۲۹/۳) - هافبک‌ها - آنتونیو بلانکو (۱/۰)؛ ادواردو کاماوینگا (۲۶/۲)؛ کازمیرو (۳۲/۱)؛ دنی سبایوس (۱۱/۰)؛ ایسکو (۱۴/۱)؛ تونی کروس (۲۸/۱)؛ لوکا مودریچ (۲۸/۲)؛ فدریکو والورده (۳۱/۰) - مهاجمان - مارکو آسنسیو (۳۱/۱۰)؛ گرت بیل (۵/۱)؛ کریم بنزما (۳۲/۲۷)؛ پیتر گونزالز (۳/۰)؛ ادن آزار (۱۸/۰)؛ خوانمی لاتاسا (۱/۰)؛ لوکا یوویچ (۱۵/۱)؛ وینیسیوس جونیور (۳۵/۱۷)؛ ماریانو (۹/۱)؛ رودریگو گوئس (۳۳/۴) - سرمربی: کارلو آنچلوتی | کورتوا آلابا میلیتائو مندی کارواخال کازمیرو مودریچ کروس جونیور آسنسیو بنزما |

## یادداشت
1. ↑  مبلغ بودجه به میلیون یورو است.   بودجه نسبت به فصل قبل افزایش داشته است.   بودجه نسبت به فصل قبل کاهش داشته است.
2. ↑  رائول دی توماس به همراه یاگو آسپاس جام زارا را دریافت کرد، با وجود اینکه با وجود آنکه داور بازی گرانادا و سلتا (۱–۱) گزارش بر گلزنی آسپاس در دقیقه ۷۲ داده بود، روزنامه مارکا این گل را به عنوان گل به خودی توسط انتونیو پوئرتاس اعلام کرد. در نتیجه، ۱۷ گل توسط هر دو بازیکن به ثمر رسید و به این ترتیب جام زارا برای فصل ۲۲–۲۰۲۱ مشترک شد.